# En kold tyrker - narkobehandling
En kold tyrker - narkobehandling er en dansk dokumentarfilm fra 1987 med instruktion og manuskript af Ole Henning Hansen.

## Handling
En gruppe unge stofmisbrugere tager på en tur for at blive stoffri. Uden stofferne får de abstinenser og nedture - de er på en kold tyrker - og filmen beskriver, hvordan misbrugerne og pædagogerne i et hus på landet søger at skabe den positive stemning og motivation, der er afgørende for at projektet lykkes.